# Symmela clypeata
Symmela clypeata är en skalbaggsart som beskrevs av Wilhelm Ferdinand Erichson 1835. Symmela clypeata ingår i släktet Symmela och familjen Melolonthidae. Inga underarter finns listade i Catalogue of Life.